# Forum Kulturteknik
Forum Kulturteknik är en satsning på utveckling av nya former för systematiskt utnyttjande av särskilt naturvetenskap och teknik inom kulturarvsområdet.
Satsningen som initierats av Lunds universitet och Lunds tekniska högskola (LTH) har som ett viktigt mål att främja snabbare tillämpning av de senaste landvinningarna inom naturvetenskap, teknik och ekonomi vid hanteringen av kulturarvet. Kulturarv tas här i bred mening och avser dokument, konstverk, andra kulturföremål, monument, byggnader, hela kulturmiljöer etc. Med hantering avses hela processen från identifikation, undersökning, omhändertagande och bevarande till dokumentation, exponering och utnyttjande i forskning, undervisning och kulturturism. Kulturteknik satsar framför allt på förbättrad kommunikation mellan kulturarvsvårdande aktörer, forskare och företag och på utbildning, forskning och produktutveckling.
Utvecklingen av kulturteknik inleddes 1999 av en arbetsgrupp inom Lunds universitet och ledde till att en bas för kulturtekniken skapades i form av organet Forum Kulturteknik, idag knutet till disciplinen bebyggelsevård inom LTH.
Användning av mer eller mindre avancerad teknik för hantering av kulturarvet är i sig inte nytt. Forum Kulturtekniks breda grepp och starka fokusering på att snabbt utnyttja framför allt nya naturvetenskapliga landvinningar och ny teknik i hanteringen av kulturarvet samt elementet av kommersialiserbarhet måste dock ses som ett betydande nytänkande. Systematisk överföring av ny kunskap inom naturvetenskap och teknik, såväl från akademisk forskning som från företags forsknings- och utvecklingsverksamhet, innebär stora möjligheter till kvalitetshöjning och effektivisering inom områden som museer, arkiv, konservering av konst- eller bruksföremål eller byggnadskulturvård.
Forum Kulturteknik och Lunds Tekniska Högskola har sedan starten även genomfört ett antal konferenser, seminarier och symposier med bred representation av intressenter samt ett antal utbildningar på akademisk nivå. Under 2008 framlades vid LTH den första doktorsavhandlingen utifrån ett medvetet kulturtekniskt perspektiv, författad av teknologie doktor Jenny Hällström.
Satsningen på kulturteknik har fått betydande anslag från bland andra Stiftelsen framtidens kultur.